# Iszthmoszi Szövetség
Az Iszthmoszi Szövetség vagy hellén szövetség azon görög poliszok szövetsége, koinonja volt a görög-perzsa háborúban a szalamiszi csata időszakában, akik nem akartak behódolni a perzsáknak.
i. e. 481-ben a görög poliszok – köztük Athén és Spárta – követei a Korinthosz fennhatósága alá tartozó iszthmoszi Poszeidón-szentélyben gyűltek össze arra a hírre, hogy Xerxész perzsa nagykirály Szardeiszbe érkezett egy nagy görögellenes hadjárat megindítására. Fogadalmat tettek, hogy beszüntetik az egymás elleni háborúkat, pl. az Athén és Aigina közöttit, követeket küldenek a szürakuszai Gelónhoz és a spártaiakkal ellenséges Argoszba is, hogy rábírják őket az együttműködésre. A szürakuszaiak végül nem vettek részt a katonai szövetségben (szümmakhia) a flotta irányítása körül kirobbant konfliktus miatt. Ellenezték Athén vezető szerepét, amelyik pedig már akkor is a legtöbb hajót adta a szövetségnek. Végül a szárazföldi hadsereg és a flotta irányítása (hegemónia) Spárta kezébe került. Spárta vezető szerepét annak köszönhette, hogy a már régebben létező Peloponnészoszi Szövetség tagjai egyértelműen őt támogatták.
Argosz és Kréta távol maradt a szövetségtől, mintegy semleges államokként, Thesszália és Boiótia pedig a perzsák oldalára állt. Az i. e. 479/478-ban Delphoiban állított győzelmi oszlop szerint végül is a szövetség tagja a következők voltak: Aigina, Amprakia, Anaktorion, Athén, Khalkisz, Élisz, Epidaurosz, Erektria, Hermioné, Keósz, Korinthosz, Küthnosz, Lakedaimón (Spárta), Lapreón, Leukasz, Megara, Mélosz, Mükéné, Naxosz, Orkhomenosz, Phleiusz, Plataiai, Poteidaia, Sziküón, Sziphnosz, Sztüra, Tegea, Ténosz, Thespiai, Tirünsz, Troizén. A ténosziak csak a szalamiszi csata előtti napon álltak a szövetség oldalára, nevük utólagos felvésése látszik az oszlopon. Hérodotosz ezeken kívül a szalamiszi csatában résztvevők között megemlíti az opuszi lokrisziak hét ötvenevezős hajóját is.
Xerxész – a modern becslések szerint 200-250 ezer fős, a kortársak szerint 2 milliós seregével – i. e. 480 nyarán érkezett Makedóniába, ahol szövetségese, I. Alexandrosz makedón király fogadta. Nyilván szerette volna, ha hamar továbbállnak, de az Iszthmoszi Szövetség  sereget küldött a Makedónia és Thesszália határánál levő Tempé-völgy lezárására. Alexandrosz követeket küldött a görög sereghez, hogy rábeszélje őket a visszavonulásra, ha nem akarnak mind egy szálig elpusztulni, közölve velük Xerxész seregének és flottájának létszámát. Közben a görögök úgy értesültek, hogy Xerxész más úton akar Thesszáliába vonulni, és vagy ezért, vagy azért visszavonultak. Alexandrosz megszabadult a perzsa hadseregtől, Thesszália viszont ezután a perzsák oldalára állt.
A már említetteken kívül az Iszthmoszi Szövetség vívta meg a thermopülai csatát, az artemiszioni csatát – ahol 127 hajót az athéniak, 153-at a többi állam adtak – és a szalamiszi csatát i. e. 480-ban, a perzsák feletti döntő szárazföldi győzelmet jelentő plataiai csatát, majd a perzsa flotta feletti újabb döntő győzelmet jelentő mükaléi csatát i. e. 479-ben. A szövetség formálisan ezután is fennállt a spártaiak vezette Peloponnészoszi Szövetség és az athéniak által i. e. 477-ben felállított Déloszi Szövetség mellett, de a spártaiak nem akartak a perzsák ellen harcolni Anatólia területén.
A szövetséget Athén mondta fel, miután i. e. 462-ben Spárta segítséget kért Athéntól a helóta felkelés leveréséhez. Athén küldött is 4000 hoplitát Kimón vezetésével, de nem értek el sikert. Spárta hazaküldte az athéniakat, ezért Kimónt otthon osztrakizálták, a spártaiaktól elszenvedett sértés miatt pedig felmondták a katonai szövetséget.